# Victoria City

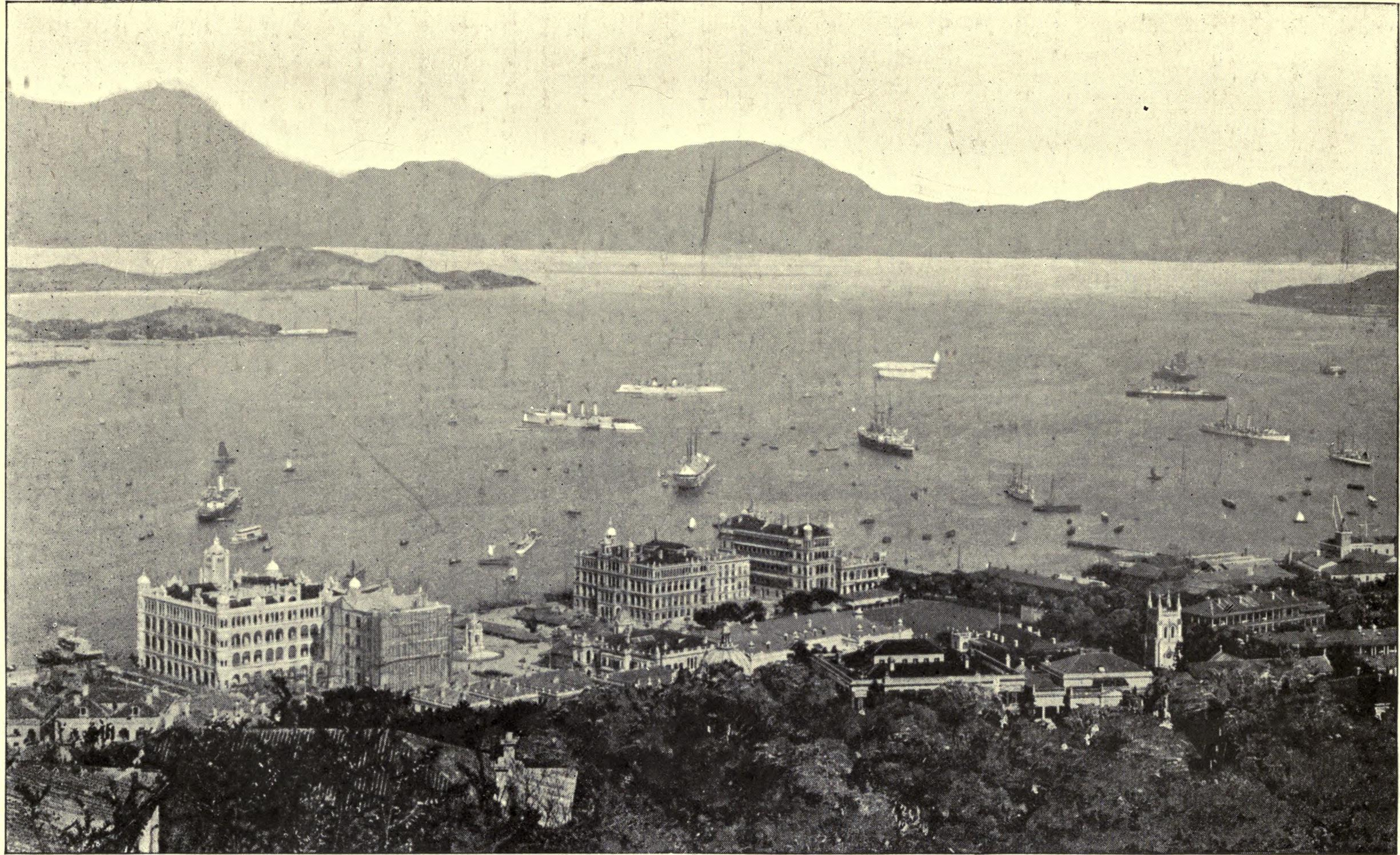
Victoria City (ca. 1900)

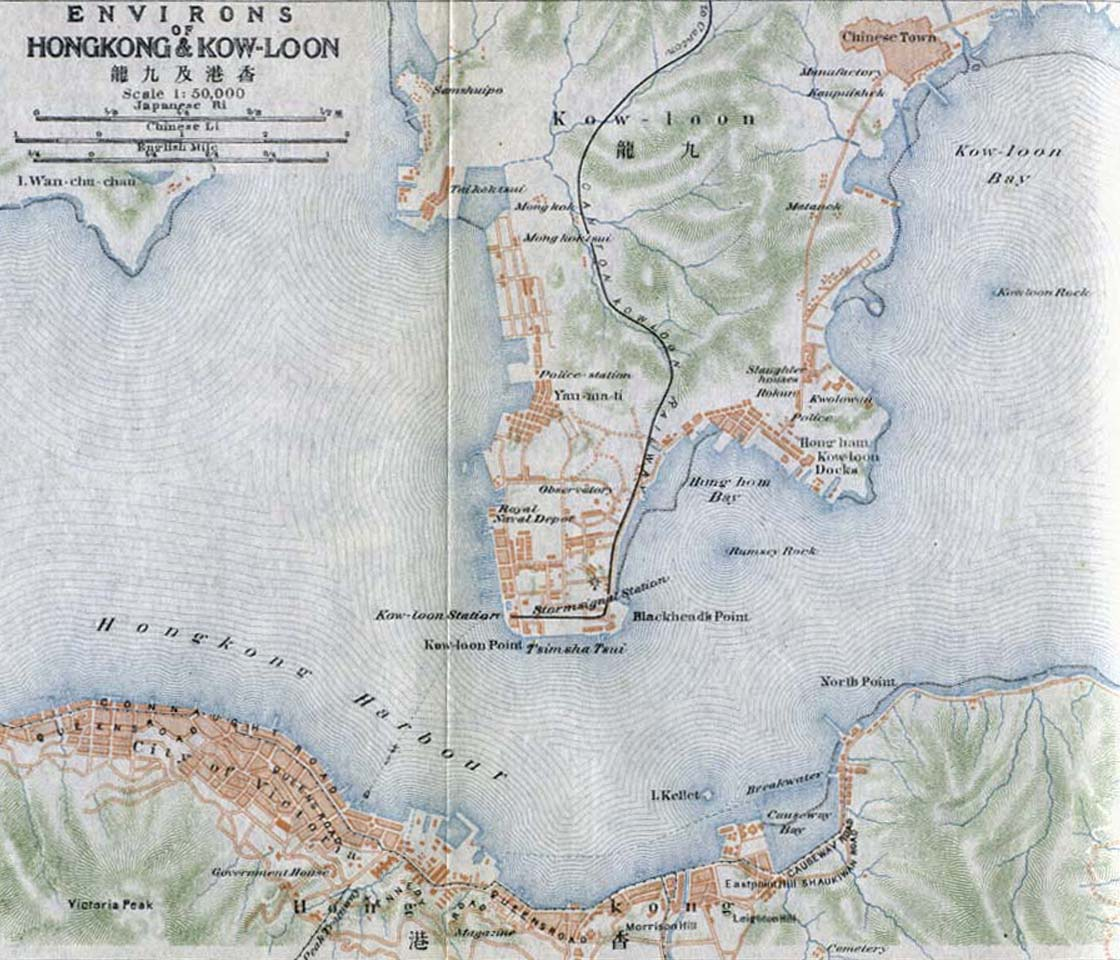
Karte von Victoria City und Kowloon (1915)

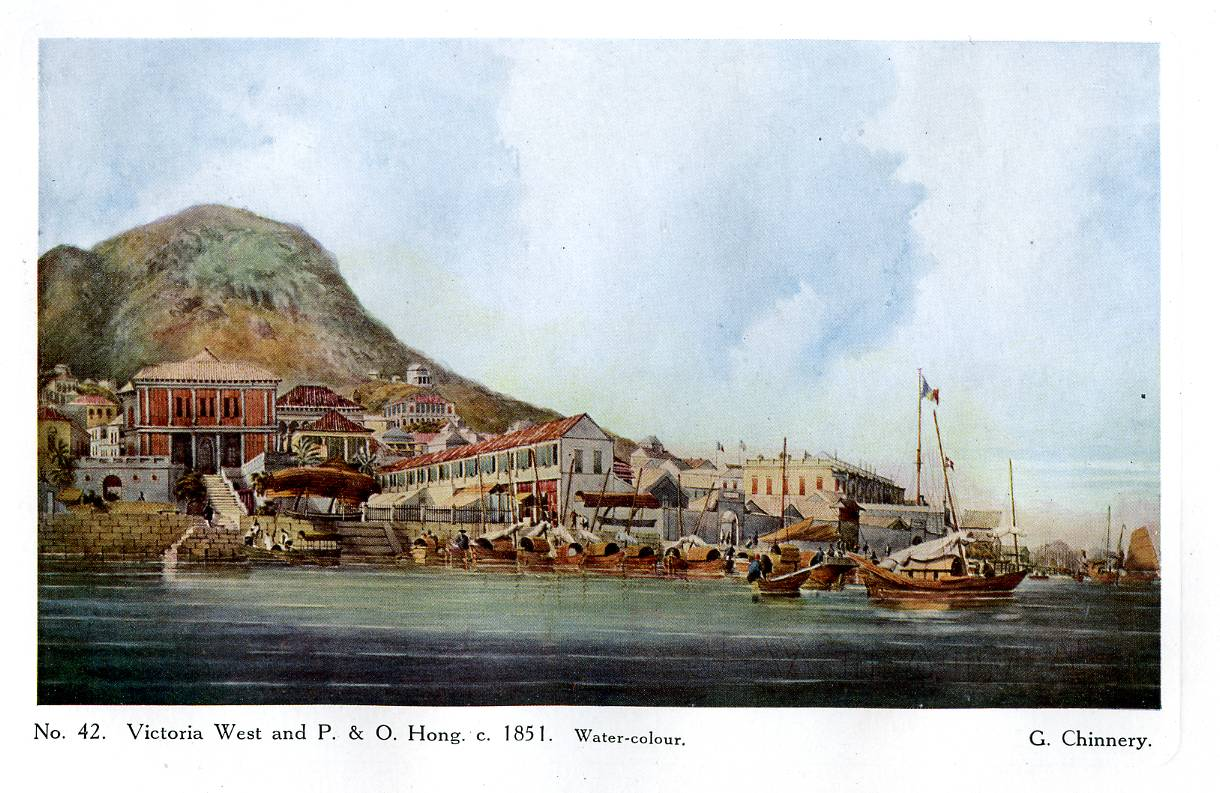
Westliche Victoria City (Aquarell, ca. 1851)

Victoria City, kurz: Victoria (chinesisch 維多利亞城 / 维多利亚城, Pinyin Wéiduōlìyà Chéng, Jyutping Wai4do1lei6aa3 Sing4), amtlich City of Victoria (historische Ad-hoc-Transkription: 域多利城,  Yùduōlì Chéng, Jyutping Wik6do1lei6 Sing4), sind historische Bezeichnungen für eine der ersten britischen Siedlungen in Hongkong, benannt nach Königin Victoria. Die Stadt entstand im Norden von Hong Kong Island auf dem Gebiet des heutigen Stadtteils Central. Von dort aus breitete sich das Stadtgebiet aus, bis die Ortsbezeichnung im 20. Jahrhundert unüblich wurde.

## Begriff
Einige Autoren wie Steve Tsang oder Michael Ingham verwenden Victoria City synonym zum heutigen Ortsteil Central. Die amtliche Definition aus Gesetzestexten hingegen verwendet den Begriff für ein Stadtgebiet, das über Central hinausgeht und Teile des heutigen Stadtteil Wan Chai District gehört. Die gesamte historische Ausdehnung von damals entspricht heute etwa die Gebiete der Distrikte von Central and Western und Wan Chai. In zeitgenössischen chinesischen Texten und bei der einheimischen Bevölkerung ist zudem die Bezeichnung "Vier Wan und Neun Yeuk" (四環九約,  Sìhuán-jiǔyuē, Jyutping Sei3waan4-gau2joek3, englisch Four Wan and Nine Yeuk – „Vier Reviere, Neun Gegende“) ein gängiger Begriff für die damalige City of Victoria bis zum Ende des Zweiten Weltkriegs, deren Stadtgrenze durch Grenzsteine gekennzeichnet ist.

## Gründung
Nachdem Hongkong 1842 zur britischen Kolonie erklärt worden war, war zunächst Stanley britischer Verwaltungssitz. Aufgrund von Fiebererkrankungen und Todesfällen durch Malaria beschloss die britische Regierung, eine neue Siedlung auf bislang unbewohntem Gebiet an der Nordküste von Hong Kong Island zu gründen. (siehe Geschichte Hongkongs)

## Verwaltungsgliederung
Kurz nach ihrer Gründung 1844 umfasste Victoria City drei Orte:
1. Sheung Wan, westlich der Aberdeen Street
(上環)
2. Chung Wan / Choong Wan / Central, früheres amtliches Gebiet größer als heutige Definition
(中環)
3. Ha Wan, östlich von Glenealy, heutige Umgebung von Central und Admiralty
(下環)

In einem Gesetzeserlass 1866 wurden neun Orte beschrieben.
Historisch auch als "Neun Yeuk" (九約) bekannt:

1. Shek-tong Tsui
(石塘嘴 alternativ 石塘咀)
2. Sai Ying Pun / Sai Ying-pun
(西營盤)
3. Tai Ping Shan
(太平山)
4. Sheung Wan / Sheong Wan
(上環)
5. Chung Wan North and South / Choong Wan North and South / Central North and South
(中環北 & 中環南)
6. Ha Wan
(下環)
7. Wan Chai / Wan-tsai
(灣仔)
8. Bowrington / Bowring City, heute meist: Ngo Keng 
(寶靈頓, 寶靈城, heute meist: 鵝頸區)
9. So Kun Poo / So-kon Po
(掃捍埔)

In einem Gesetzeserlass 1888 sind folgende zehn Orte aufgeführt:
1. Kennedy Town
(堅尼地城)
2. Shek Tong Tsui / Shek-tong Tsui
(石塘嘴 alternativ 石塘咀)
3. Sai Ying Pun / Sai Ying-pun
(西營盤)
4. Tai Ping Shan
(太平山)
5. Sheung Wan / Sheong Wan
(上環)
6. Chung Wan / Choong Wan / Central
(中環)
7. Ha Wan
(下環)
8. Wan Chai / Wan-tsai
(灣仔)
9. Bowrington, Bowring City, heute meist: Ngo Keng
(寶靈頓, 寶靈城, heute meist: 鵝頸區)
10. So Kun Poo / So-kon Po
(掃捍埔)

## Amtliche Stadtgrenzen
Die Grenzen der City of Victoria oder Town of Victoria wurden 1901 amtlich in einem Gesetzeserlass festgelegt. Die Stadt erstreckte sich demnach von Mount Davis (Mo Sing Leng, 摩星嶺) im Westen bis Causeway Bay im Osten. Als nördliche Begrenzung diente der Victoria Harbour und als südliche Begrenzung die Berghänge 600 Fuß über dem Meeresspiegel. Die Grenzziehung für die City of Victoria oder Victoria wurde in einem weiteren Erlass 1911 unter Angabe von Grundstücksnummern (Inland Lot No.) detaillierter ausgeführt. Die südliche Grenze wurde auf 700 Fuß über dem Meeresspiegel erweitert.
Der Gesetzestext wurde im Laufe der Zeit angepasst, aber die ursprünglichen amtlichen Stadtgrenzen blieben im Wesentlichen bis heute erhalten. Auch nach der Übergabe Hongkongs an die Volksrepublik China haben die Stadtgrenzen in aktuellen Gesetzen Gültigkeit.Gleichwohl spielen die Stadtgrenzen heute in der Praxis keine Rolle. Die Regierung verwendet Distrikte als Verwaltungseinheiten Hongkongs, wobei Victoria City einen Teil der Distrikte Central and Western und Wan Chai umfasst.

## Grenzsteine
Im Jahr 1903 setzte die damalige Hongkonger Regierung Grenzsteine zur Markierung der Stadtgrenzen. Sechs Steine sind heute erhalten geblieben, die den Inschrift "City Boundary 1903" tragen. Ein siebter Stein an der Magazine Gap Road bei Magazine Gap ist 2007 nach Straßenarbeiten verschwunden.

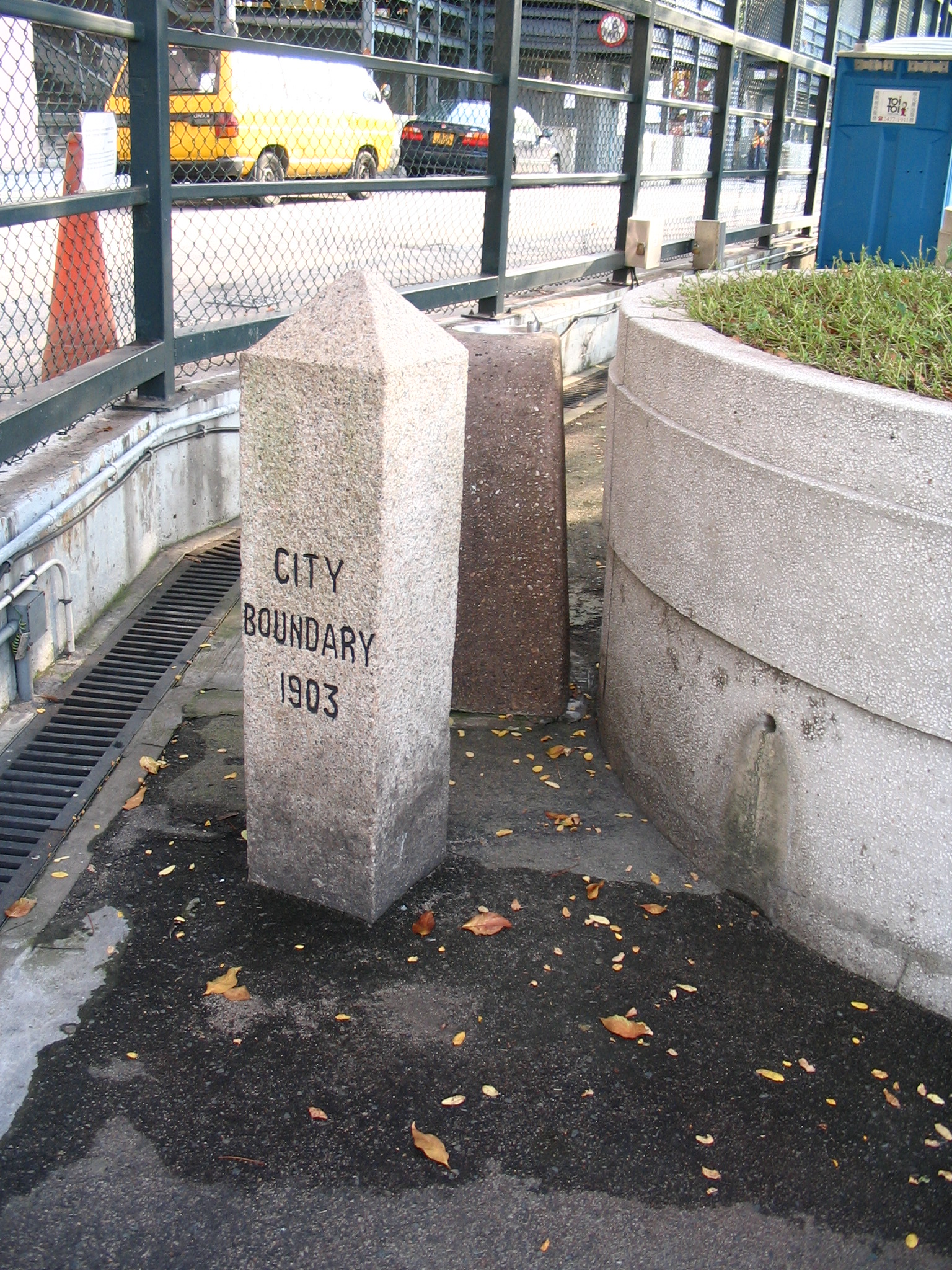
Sai Ning Street, Kennedy Town
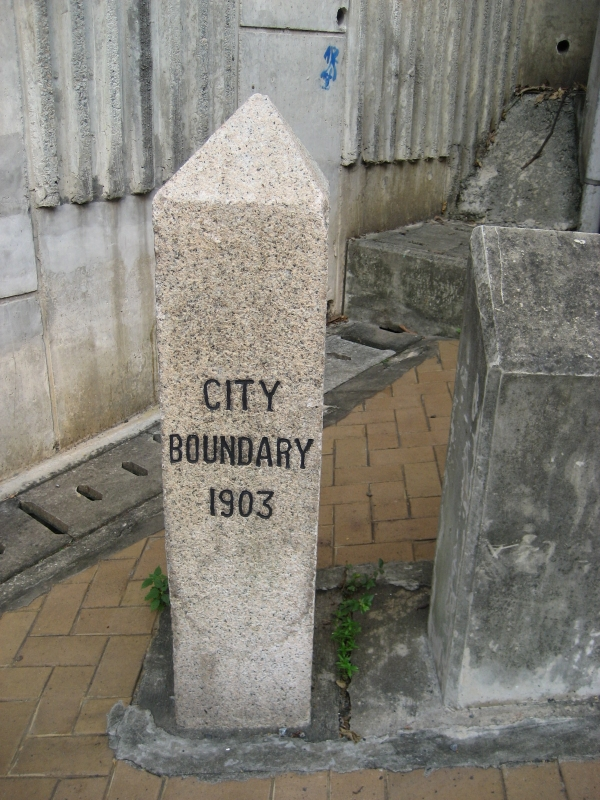
Pok Fu Lam Road, Lung Fu Shan, Mid-Levels
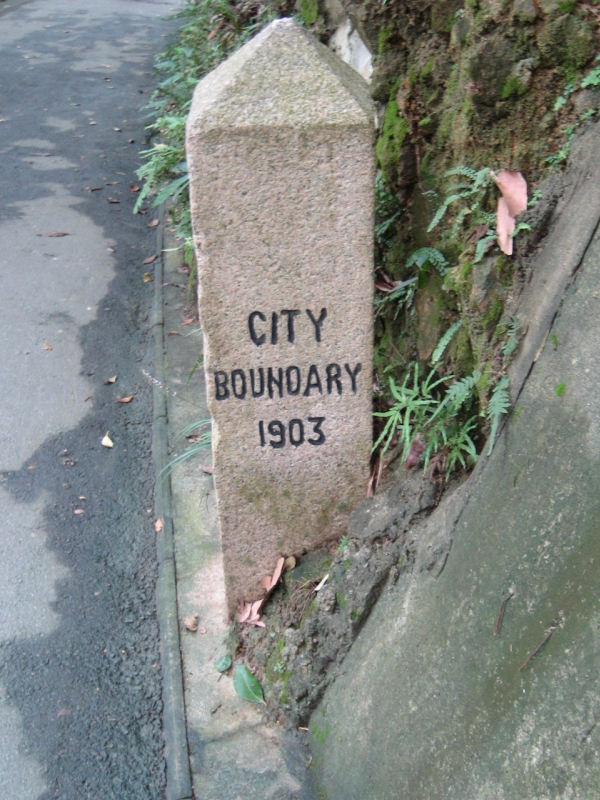
Hatton Road, Lung Fu Shan, Mid-Levels
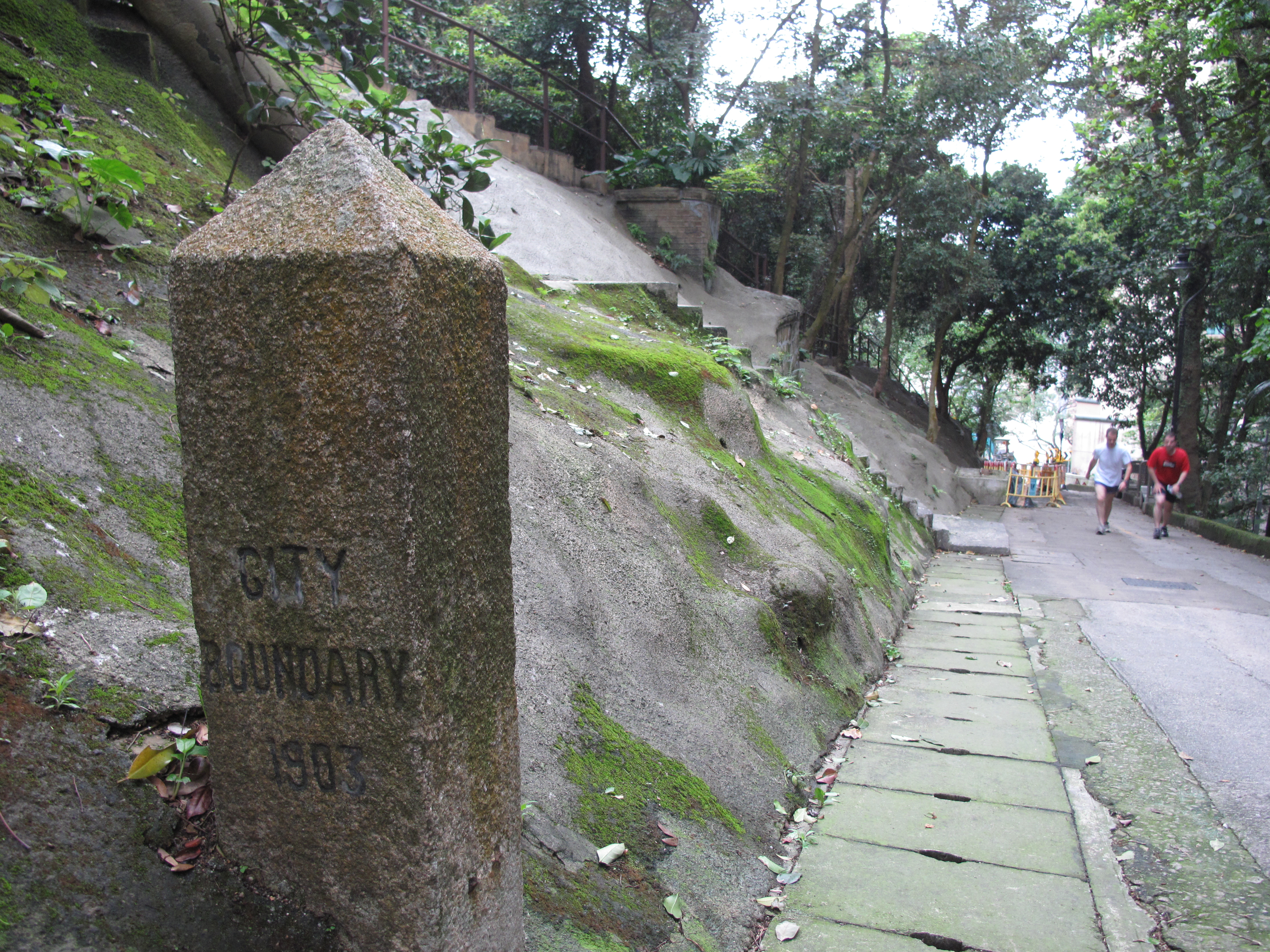
Old Peak Road, Victoria Peak
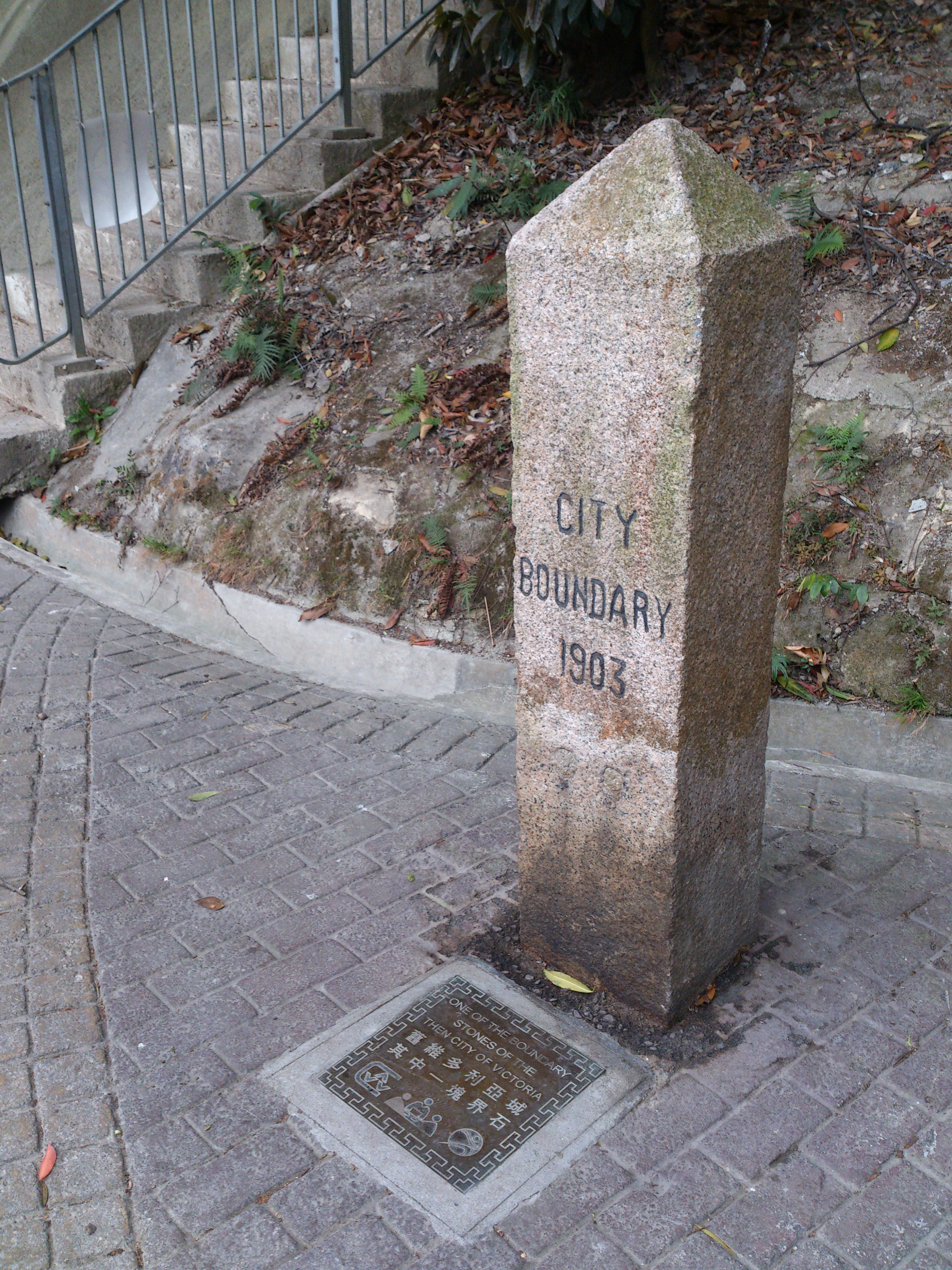
Bowen Road, Happy Valley
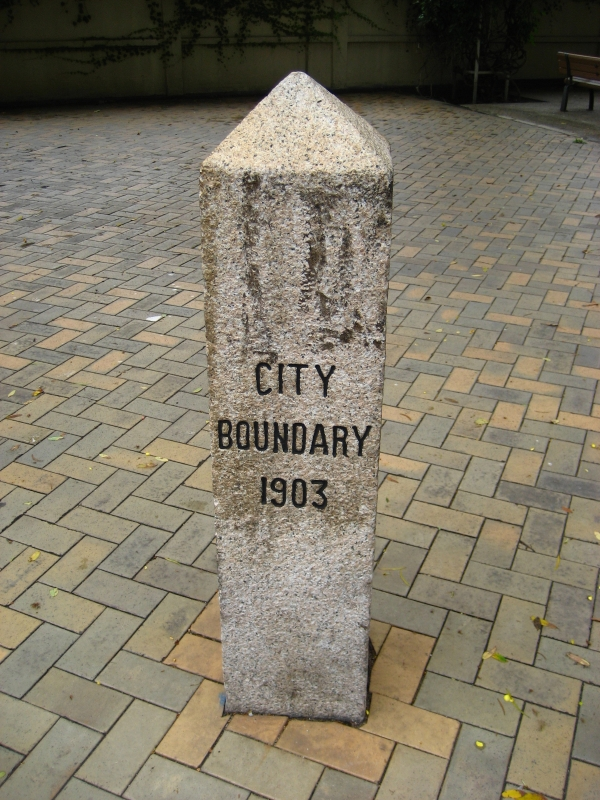
Wong Nai Chung Road, Happy Valley
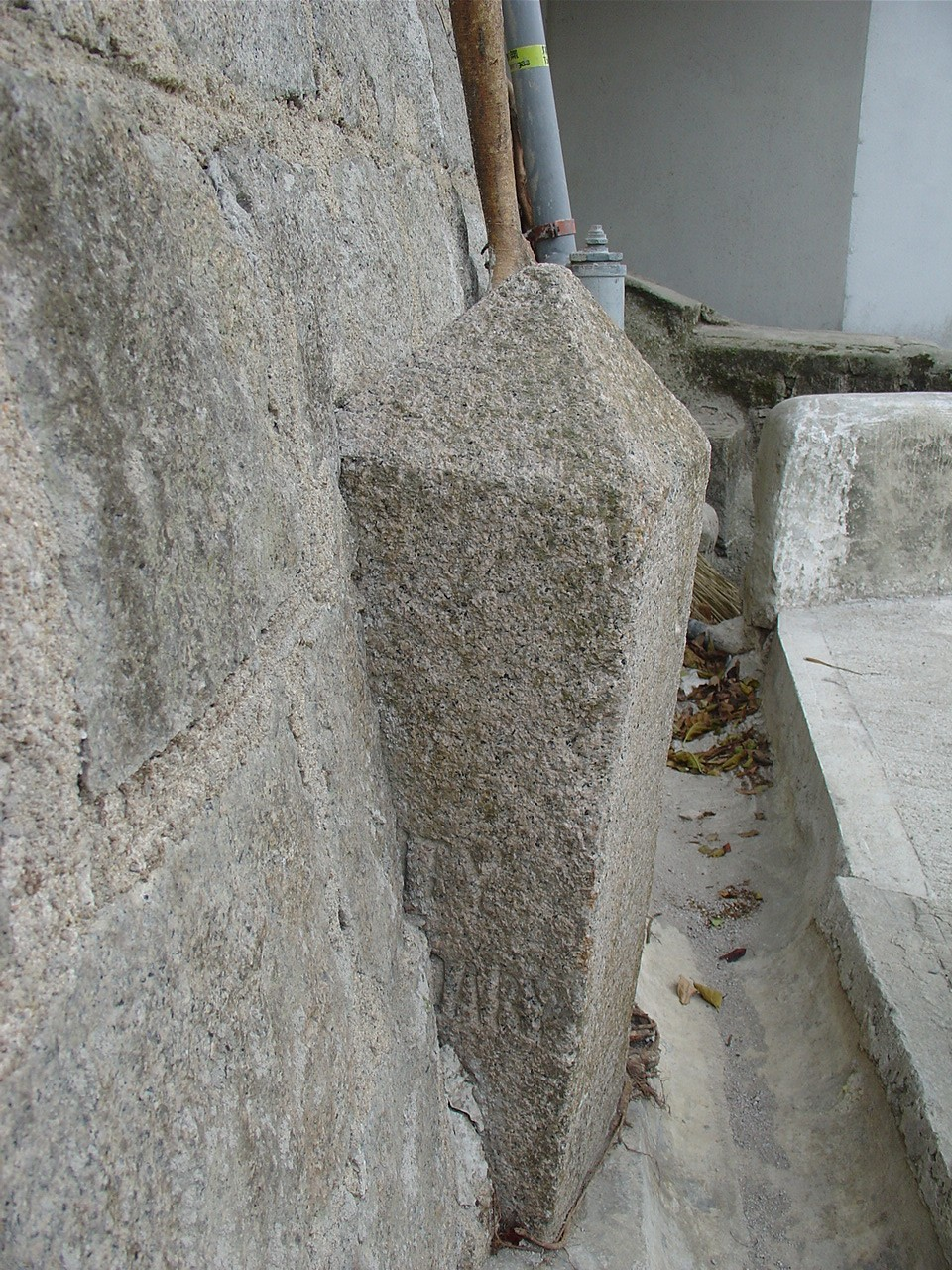
Magazine Gap Road, Magazine Gap, Mid-Levels (verschwundener Grenzstein)